# Conquista normanna dell'Inghilterra

Principali avvenimenti della conquista normanna dell'Inghilterra nel 1066

La conquista normanna dell'Inghilterra fu l'invasione e l'occupazione nell'XI secolo da parte di un esercito di soldati normanni, bretoni e francesi, guidati da Guglielmo I, duca di Normandia, conosciuto più tardi come Guglielmo il Conquistatore, del regno anglosassone d'Inghilterra che culminò con la vittoria degli invasori nella battaglia di Hastings del 14 ottobre 1066, che stabilirono così il loro controllo sull'isola.
Le pretese al trono di Guglielmo avevano origine nei suoi rapporti con Edoardo il Confessore che prima di morire lo aveva nominato suo successore al trono essendo egli senza un erede diretto. Edoardo morì nel gennaio del 1066 e l'assemblea del witan incoronò suo cognato Aroldo come successore. A contrastare Aroldo giunsero suo fratello Tostig e il re norvegese Harald III, che nel settembre del 1066 invasero il nord dell'Inghilterra; dopo una prima vittoria nella battaglia di Fulford, vennero sconfitti da Aroldo nella battaglia di Stamford Bridge del 25 settembre. Dopo pochi giorni, Guglielmo sbarcò nel sud dell'Inghilterra ed Aroldo si precipitò subito a sud per affrontarlo lasciando il grosso del suo esercito a nord. L'esercito di Aroldo si scontrò con gli invasori di Guglielmo il 14 ottobre 1066 nella battaglia di Hastings; le forze di Guglielmo sconfissero Aroldo, che morì nello scontro.
Benché con Aroldo fosse morto il più temibile dei suoi rivali, ci vollero ancora diversi anni prima che Guglielmo potesse sentirsi sicuro sul trono. Egli, infatti, dovette affrontare le resistenze interne che finirono solo nel 1072. Le terre dei nobili inglesi ribelli furono confiscate e alcuni di essi fuggirono in esilio. Per controllare il suo nuovo regno concesse terre ai suoi seguaci e fece costruire castelli in punti strategici del regno. Altri effetti della conquista inclusero la corte e il governo, l'introduzione della lingua normanna come lingua dei nobili, e cambiamenti nella composizione delle classi superiori con i territori feudali che venivano direttamente dal re. Modifiche più graduali hanno influenzato la vita delle classi e dei villaggi contadini: il cambiamento principale sembra essere stato l'abolizione della schiavitù, che può essere o meno collegata all'invasione. Ci furono poche novità nella struttura del governo e il governo normanno assunse molte delle forme di quello anglosassone.
Questo evento fu comunque così importante nella storia dell'Inghilterra e anche dell'Europa da rappresentare un vero e proprio spartiacque all'interno del Medioevo inglese: l'Inghilterra dopo molti secoli tornò a essere più strettamente connessa con l'Europa e le sue vicende, mentre andò diminuendo l'influenza della Scandinavia. Gli eventi messi in moto dall'arrivo dei Normanni portarono alla nascita di una delle più potenti monarchie europee e di uno dei sistemi di governo più sofisticati dell'Europa occidentale. La conquista normanna gettò anche le basi per la lunghissima ostilità anglo-francese che durò fino all'entente cordiale del 1904. Rappresentò infine l'ultima conquista militare dell'isola da parte di un esercito straniero.

## Origini

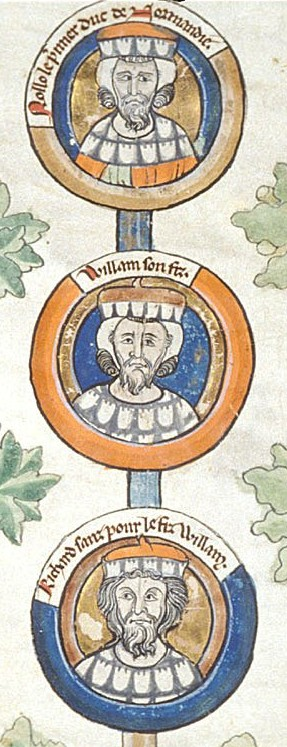
Raffigurazione del XIII secolo di Rollo e dei suoi discendenti, i duchi Guglielmo Lungaspada e Riccardo Senza Paura

La Normandia è una regione della Francia nord-occidentale, che tra X secolo e XI fu ampiamente colonizzata dai vichinghi. Nel 911 il re carolingio Carlo il Semplice aveva infatti permesso a un gruppo di vichinghi, guidati dal loro capo Rollone, di stabilirsi nel nord della Francia, come parte del trattato di Saint-Clair-sur-Epte; in cambio del terreno, i vichinghi dovevano fornire protezione lungo la costa contro altri eventuali invasori vichinghi. Il loro insediamento ebbe successo e i vichinghi di quella regione divennero noti come «nordici» (northmen) da cui derivano le parole «Normandia» e «normanni». I norreni, divenuti normanni, adottarono rapidamente la cultura autoctona, abbandonando il loro paganesimo a favore del cristianesimo. Essi adottarono la lingua d'oïl, che, con l'inserzione di elementi del loro norreno, si trasformò nella lingua normanna; si unirono poi in matrimonio con la popolazione locale e usarono il territorio loro concesso come base per estendere le frontiere del loro ducato verso ovest, annettendo il Bessin, la penisola di Cotentin e le isole del Canale.
Nel 1002 il re inglese Etelredo II sposò Emma, sorella del duca di Normandia Riccardo II. Loro figlio, Edoardo il Confessore, il quale trascorse molti anni esiliato in Normandia, salì al trono inglese nel 1042. Ciò portò a un incremento degli interessi normanni nella politica anglosassone, siccome Edoardo faceva molto affidamento sui suoi precedenti anfitrioni, ricevendo dalla Normandia cortigiani, soldati e chierici e dando loro posizioni di potere, in particolare nella Chiesa. Senza eredi e impegnato nel conflitto contro il formidabile Godwin, conte del Wessex, e i suoi figli Aroldo e Tostig, è plausibile che Edoardo possa aver incoraggiato il duca normanno Guglielmo, pronipote della madre, ad ambire al trono inglese.
Quando re Edoardo morì all'inizio del 1066, la mancanza di un chiaro erede condusse a una crisi di successione poiché diversi contendenti rivendicarono il trono. Il successore di Edoardo, come deciso dal witan, fu Aroldo figlio di Godwin, divenuto Aroldo II d'Inghilterra, uno dei nobili più potenti e ricchi del paese. Ealdred, arcivescovo di York, incoronò il sovrano, anche se i normanni desideravano che la cerimonia fosse officiata da Stigand, il non canonicamente eletto arcivescovo di Canterbury. La posizione di Aroldo fu presto contestata da due sovrani vicini. Il primo era Guglielmo di Normandia, il quale affermava che Edoardo gli aveva promesso il trono alla sua morte e che Aroldo aveva giurato di osservare il patto. L'altro era Harald III di Norvegia, detto Hardrada, che basava le proprie pretese sul fatto che Magnus I di Norvegia, suo predecessore, aveva stretto un patto con il precedente re Canuto II d'Inghilterra secondo il quale se uno fosse morto senza eredi l'altro avrebbe ereditato entrambi i troni. Immediatamente, Guglielmo e Harald avviarono i preparativi e radunarono le truppe e le navi per invadere l'Inghilterra.

## Le incursioni di Tostig e l'invasione norvegese

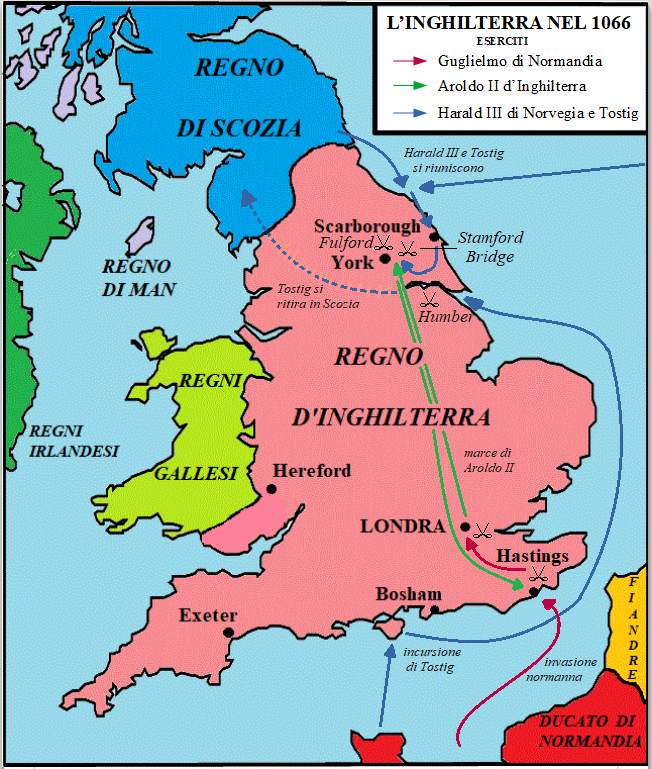
Mappa delle invasioni dell'Inghilterra nel 1066

Nei primi mesi del 1066, Tostig Godwinson, esiliato per un grave disaccordo col fratello, re Aroldo, raccolse uomini e mezzi nelle Fiandre in cui si era rifugiato e diede inizio a una serie di incursioni contro le coste inglesi con l'aiuto di navi provenienti dalle Isole Orcadi. Sentendosi minacciato dalla flotta del fratello, si spostò verso nord, compiendo scorrerie nell'Anglia orientale e nel Lincolnshire, ma fu respinto indietro dagli uomini dei fratelli Edwin, conte di Mercia e Morcar di Northumbria. Abbandonato da molti dei propri sostenitori, Tostig si rifugiò in Scozia dove rimase tutta l'estate per radunare forze fresche. Aroldo trascorse l'estate sulla costa meridionale dell'isola, con un grande esercito e una nutrita flotta nell'attesa dell'invasione di Guglielmo, però la maggior parte delle sue forze erano fanti che dovevano occuparsi dei raccolti, così li congedò l'8 settembre.
Re Harald di Norvegia invase l'Inghilterra del nord nel settembre 1066, conducendo una flotta di oltre 300 navi che trasportavano circa 15.000 uomini; l'esercito di Harald fu ulteriormente rafforzato dalle forze di Tosting, alleato con il norvegese. Avanzando su York, i due sconfissero l'esercito di Edwin e Morcar il 20 settembre nella battaglia di Fulford. I due conti avevano attaccato subito le forze norvegesi non aspettando l'arrivo da sud dell'esercito di Aroldo. Infatti, anche se Aroldo aveva sposato Edith di Mercia, sorella di Edwin e Morcar, i due non avevano fiducia nel re, perché temevano che quest'ultimo potesse sostituire Morcar con Tostig. Il risultato fu che le forze di Morcar e Edwin furono devastate e non parteciparono alle altre battaglie del 1066; i due conti però sopravvissero alla battaglia.
Harald allora si mosse verso York, che si arrese. Dopo aver preso ostaggi tra gli uomini più importanti della città, il 24 settembre i norvegesi si mossero ad est verso il piccolo villaggio di Stamford Bridge. Quando Aroldo venne a conoscenza dell'invasione norvegese a metà settembre, si precipitò a nord, radunando nuove truppe lungo la strada. Probabilmente, le truppe reali impiegarono nove giorni per coprire la distanza tra Londra e York con una media di quasi 25 miglia (40 chilometri) al giorno. All'alba del 25 settembre le forze di Aroldo arrivarono a York, dove furono informati della posizione dei norvegesi. Conoscendo la posizione degli invasori, gli inglesi marciarono verso di loro e, cogliendoli di sorpresa, li sconfissero nella battaglia di Stamford Bridge. Il re Harald e Tostig furono uccisi e l'esercito norvegese fu talmente devastato che bastavano solo 24 navi delle originali 300 per portar via i sopravvissuti. La vittoria però fu pagata a caro prezzo da Aroldo, infatti ora si trovava con un esercito malconcio, indebolito e lontano dal Canale della Manica.

## Invasione normanna

### Preparazione e forze normanne

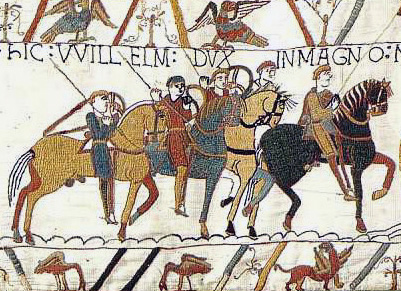
L'arazzo di Bayeux che ritrae la battaglia di Hastings. Nel particolare è raffigurato il duca normanno Guglielmo il Conquistatore

Guglielmo assemblò una flotta e un esercito di invasione di grandi dimensioni radunando le forze dalla Normandia e da tutta la Francia, compresi grandi contingenti provenienti dalla Bretagna e dalle Fiandre. Chiamò a raccolta le sue truppe a Saint-Valery-sur-Somme e completò i preparativi per l'attraversamento del canale della Manica il 12 agosto.. L'esatto numero e la precisa composizione delle truppe di Guglielmo sono sconosciuti. Secondo un documento contemporaneo, Guglielmo aveva 726 navi, ma è possibile che questo sia un numero gonfiato. Anche i dati provenienti da altri scrittori di quell'epoca sono altamente esagerati, con il numero di uomini che varia da 14.000 a 150.000. Gli storici moderni propongono una serie di stime per la dimensione dell'armata di Guglielmo: 7000-8000 uomini, 1000-2000 dei quali cavalieri; 10.000-12.000 uomini; 10.000 uomini, 3000 di questi cavalieri; o 7500 uomini. Probabilmente l'esercito era composto da un misto di cavalleria, fanteria e arcieri o balestrieri, con circa un numero uguale di cavalieri e arcieri, e un numero di fanti pari alla somma di arcieri e cavalieri. Anche se le successive liste dei compagni di Guglielmo sono ancora conservate, molte di esse hanno al loro interno nomi supplementari; solo 35 individui possono essere attendibilmente confermati come compagni di Guglielmo a Hastings.
Il cronista normanno Guglielmo di Poitiers afferma che Guglielmo avesse ottenuto il consenso di papa Alessandro II per l'invasione, simbolizzato da uno stendardo papale, nonché il supporto diplomatico di altri regnanti europei. Anche se Alessandro diede effettivamente l'approvazione alla conquista dopo che ebbe successo, nessuna fonte afferma l'esistenza del sostegno papale prima dell'invasione. L'esercito di Guglielmo fu formato in estate mentre era in costruzione una flotta di invasione in Normandia. Sebbene l'esercito e la flotta erano pronti già da inizio agosto, venti avversi mantennero le navi in Normandia fino a fine settembre. C'erano probabilmente altre ragioni per il ritardo di Guglielmo, tra cui, probabilmente, i rapporti delle spie presenti in Inghilterra, le quali rivelarono che le forze di Aroldo erano state schierate lungo la costa. Guglielmo preferì pertanto ritardare l'invasione a un momento in cui poté fare uno sbarco incontrastato.

### Lo sbarco e la marcia di Aroldo verso sud

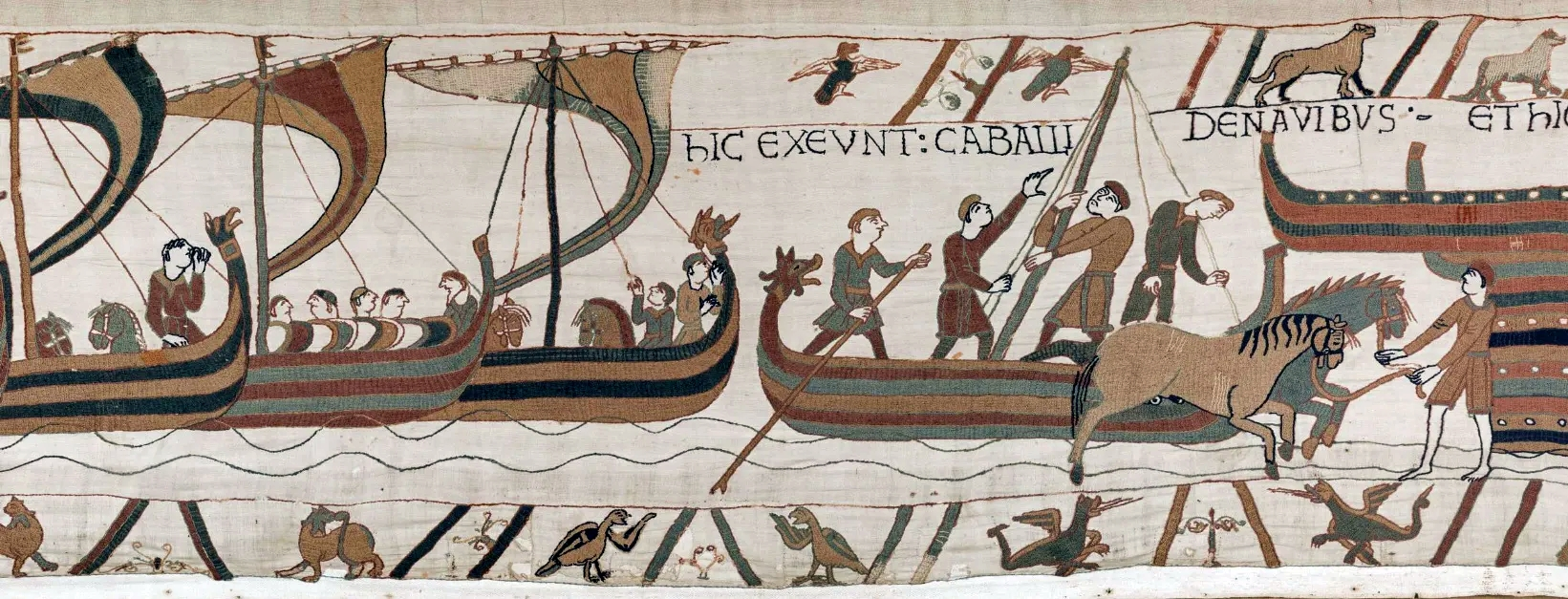
Scena dello sbarco in Inghilterra dall'arazzo di Bayeux raffigurante navi e cavalli

I Normanni sbarcarono in Inghilterra il 28 settembre, pochi giorni dopo la vittoria di Aroldo contro i norvegesi a Stamford Bridge e la dispersione della flotta di Aroldo. Sbarcati a Pevensey nel Sussex, i Normanni eressero un castello di legno ad Hasting come base da cui saccheggiare la zona circostante. Le scorrerie assicuravano le provviste per l'esercito e, poiché i possedimenti della famiglia di Aroldo erano nella zona, servivano anche per indebolire l'anglosassone e spingerlo ad affrontarli.
Aroldo, dopo aver sconfitto suo fratello Tostig e Harald III a nord, lasciò lì gran parte del suo esercito, compresi i fratelli Edwin e Morcar, e marciò con il resto delle truppe verso sud, immaginando l'invasione di Guglielmo. Non è chiaro quando Aroldo venne a sapere dell'approdo di Guglielmo, ma probabilmente mentre stava già marciando verso sud. Prima di raggiungere Hastings, si fermò a Londra per circa una settimana, quindi è probabile che abbia impiegato una seconda settimana per marciare con una media di 43 km (27 miglia) al giorno. Aroldo desiderava prendere l'avversario di sorpresa, ma i ricognitori normanni avvisarono Guglielmo del suo arrivo. Una descrizione precisa degli eventi antecedenti alla battaglia è difficile, poiché le fonti differiscono in diversi punti, ma tutte concordano sul fatto che Guglielmo lasciò il proprio castello e avanzò per fronteggiare il nemico. Aroldo, intanto, occupò una posizione difensiva sulla sommità di Senlac Hill (attuale Battle, East Sussex) a circa 10 km dal castello di Guglielmo a Hastings.
Le fonti del tempo non forniscono dati affidabili sulla composizione dell'esercito di Aroldo, anche se due fonti normanne danno come numeri 1,2 milioni o 400.000 uomini. Alcuni storici moderni propongono un intervallo tra i 5000 e i 13.000 uomini per l'esercito di Aroldo a Hastings, ma la maggior parte è concorde sull'intervallo tra le 7000 e le 8000 truppe. Questi soldati sarebbero stati un misto tra il fyrd (la milizia principalmente composta da fanti) e gli huscarli, le truppe personali, anche loro a piedi. La principale differenza che distingue questi due tipi stava nell'armatura, gli huscarli usavano un'armatura migliore rispetto a quella del fyrd. Sembra che l'esercito inglese non abbondasse di arcieri, ma alcuni erano presenti. Le identità di alcuni degli inglesi a Hastings sono note; i più importanti erano i fratelli di Aroldo, Gyrth e Leofwine. È ragionevole assumere la presenza a Hastings di altri diciotto individui alleati di Aroldo, compresi altri due suoi parenti.

### Hastings

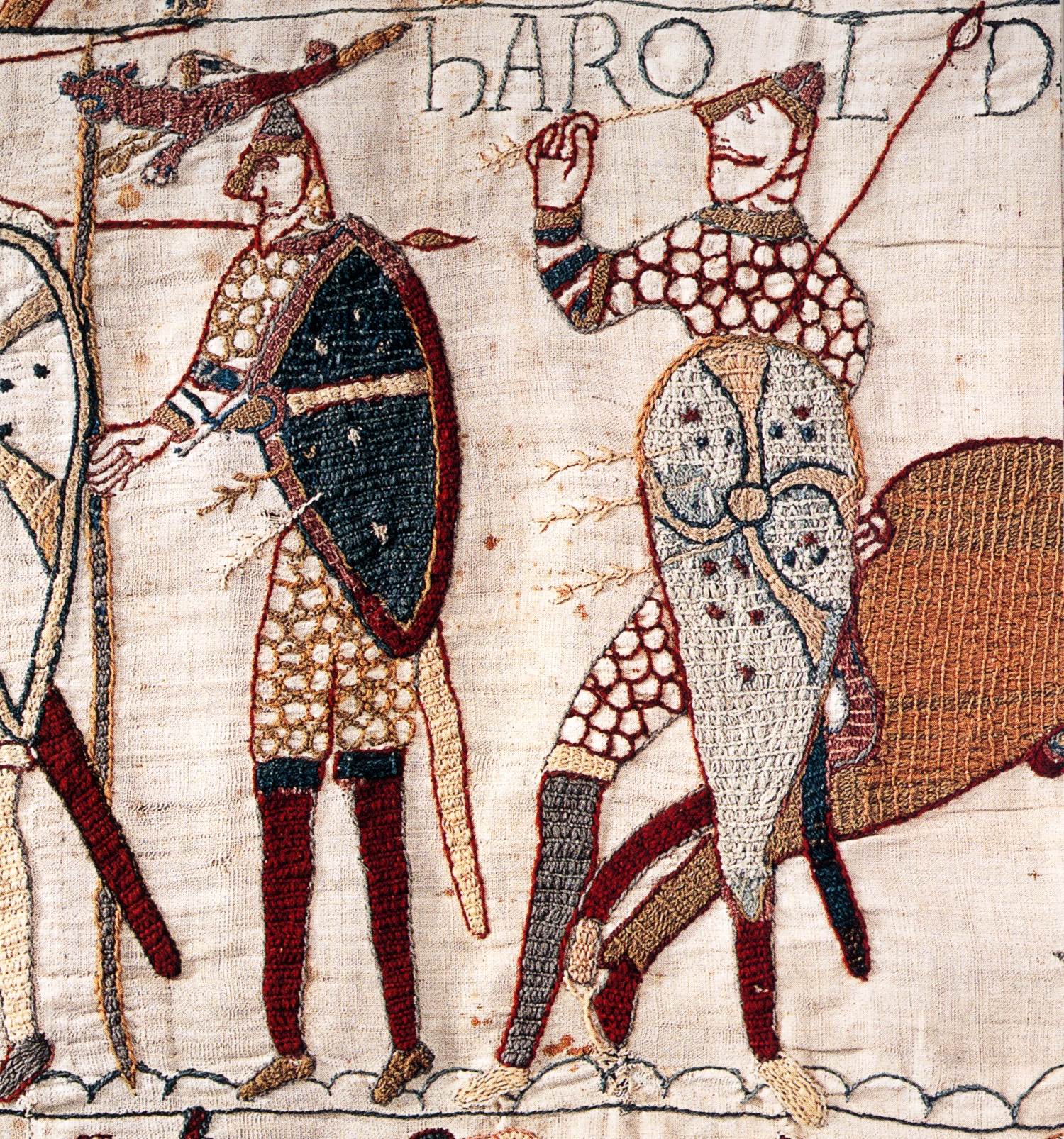
Rappresentazione della morte di Aroldo nell'arazzo di Bayeux

La battaglia cominciò alle 9 del mattino del 14 ottobre 1066 e durò tutto il giorno, ma mentre gli eventi generali sono noti, quelli esatti sono oscurati da opinioni contrastanti nelle fonti. Benché i numeri su ogni lato fossero probabilmente uguali, Guglielmo ebbe sia cavalleria che fanteria, tra cui molti arcieri, mentre Aroldo aveva solo fanti e pochi arcieri. Gli inglesi formarono un muro di scudi sul crinale della collina e riuscirono a respingere l'esercito di Guglielmo causandogli pesanti perdite. Parte delle truppe bretoni di Guglielmo si diede alla fuga e sembra che parte degli uomini di Aroldo andò all'inseguimento, ma fu uccisa dalla cavalleria normanna. Dopo la fuga dei bretoni, nel campo si sparse la voce che Guglielmo era stato ucciso, ma quando egli si fece vedere il morale dell'esercito tornò alto. Per due volte, i Normanni finsero la ritirata, tentando gli inglesi di inseguirli, il che avrebbe permesso alla cavalleria normanna di attaccarli. Le fonti disponibili sono confuse sui fatti del pomeriggio, ma pare che l'evento cardine sia stato la morte di Aroldo, su cui ci sono varie descrizioni diverse. Secondo il monaco normanno Guglielmo di Jumièges, Aroldo fu ucciso dal duca normanno. Nell'arazzo di Bayeux, invece, viene mostrata la morte di Aroldo dovuta a una freccia nell'occhio, anche se potrebbe trattarsi di una successiva rielaborazione per uniformarsi ai racconti che nel XII secolo volevano che Aroldo fosse morto per una freccia in testa. Secondo altre fonti, la foga della battaglia fece sì che nessuno avesse potuto assistere alla morte di Aroldo. Il cronista Guglielmo di Poitiers non fornisce alcun resoconto del sovrano.

### Le conseguenze di Hastings
Il giorno dopo la battaglia il corpo di Aroldo venne identificato, o dalla sua armatura o dai segni sul suo corpo. I cadaveri degli inglesi, compresi quelli di alcuni fratelli e degli huscarli di Aroldo, furono lasciati sul campo di battaglia, e alcuni furono recuperati in seguito dai parenti. Gytha Thorkelsdóttir, la madre di Aroldo, offrì a Guglielmo il peso del corpo di suo figlio in oro pur di riavere la salma, ma la sua offerta fu rifiutata. A quanto pare Guglielmo ordinò di gettare il cadavere dell'avversario in mare, ma è ignoto se questo sia davvero avvenuto. Gli abitanti dell'abbazia di Waltham, fondata da Aroldo, sostennero che il re fosse stato sepolto segretamente dentro le mura. Un'altra storia racconta che Aroldo fu sepolto presso la cima di una scogliera. Secondo leggende successive, Aroldo non fu ucciso ad Hasting, ma fuggì e divenne un eremita a Chester.
Dopo la sua vittoria ad Hastings, Guglielmo si aspettava di ricevere la resa dei nobili inglesi superstiti, ma invece Edgardo Atheling fu proclamato re dal Witenagemot con il supporto dei conti Morcar ed Ediwin, di Stigand, arcivescovo di Canterbury e Ealdred, arcivescovo di York. Guglielmo pertanto avanzò, marciando verso Londra, lungo la costa del Kent; arrivò a Southwark nei pressi del ponte di Londra, dove incontrò la forte resistenza dei cittadini che lo costrinsero a fuggire, mettendo a fuoco la città. Ritiratosi, cercò di raggiungere la capitale attraverso un percorso più tortuoso.
Guglielmo seguendo la valle del Tamigi, arrivò al guado presso Wallingford, nel Berkshire. Mentre era là, ricevette la resa dell'arcivescovo Stigard. Allora viaggio a nord-est lungo il Chilterns, prima di avanzare verso Londra da nord-est, combattendo con alcune guarnigioni della città. Non essendo riusciti ad organizzare una risposta militare efficace, i principali sostenitori di Edgardo si persero d'animo, così i capi inglesi decisero di arrendersi a Guglielmo presso Berkhamsted, nell'Hertfordshire. Guglielmo fu acclamato re d'Inghilterra e incoronato dall'arcivescovo Ealdred il 25 dicembre 1066, nell'abbazia di Westminster. Inizialmente, il nuovo re tentò di conciliarsi con la rimanente nobiltà inglese confermando il dominio di Morcar, Edwin e Waltheof di Northumbria nelle loro terre e dando alcuni terreni a Edgardo Atheling. Guglielmo rimase in Inghilterra fino al marzo 1067, quando ritornò in Normandia con prigionieri inglesi, tra cui Stigand, Morcar, Edwin, Edgardo e Waltheof.

## La resistenza inglese

### Le prime ribellioni
Nonostante la resa dei nobili inglesi, la ribellione contro Guglielmo durò per diversi anni. Guglielmo lasciò l'Inghilterra nelle mani del suo fratellastro Oddone e di uno dei suoi sostenitori più stretti, William FitzOsbern. Nel 1067, nel Kent, i ribelli lanciarono un infruttuoso attacco contro il castello di Dover con il supporto di Eustachio II di Boulogne. Il proprietario dello Shropshire, Eadric il selvaggio, in alleanza con i sovrani gallesi di Gwynedd e Powys, sollevò una rivolta nella Mercia occidentale, combattendo contro le forze normanne stanziate a Hereford. Questi eventi costrinsero Guglielmo a far ritorno in Inghilterra già alla fine del 1067. Nel 1068 Guglielmo assediò i ribelli a Exeter, dove si trovava anche la madre di Aroldo, Gytha, e dopo aver subito pesanti perdite riuscì a negoziare la resa della città. A maggio, la moglie di Guglielmo Matilde fu incoronata regina a Westminster, un importante simbolo della crescente reputazione internazionale di Guglielmo. Successivamente nello stesso anno, Edwin e Morcar sollevarono una rivolta in Mercia con l'assistenza gallese, mentre Gospatric, appena nominato conte di Northumbria, guidò un'insurrezione in Nortumbria, che non era stata ancora occupata dai Normanni. Queste ribellioni crollarono rapidamente non appena Guglielmo mosse contro di loro, costruendo castelli e installando guarnigioni, come aveva già fatto nel sud. Edwin e Morcar si arresero nuovamente, mentre Gospatric fuggì in Scozia, come fecero Edgardo e la sua famiglia, anche loro probabilmente coinvolti nella rivolta. Dopo la morte erano probabilmente coinvolti in queste rivolte. Nel frattempo, i figli di Aroldo, che si erano rifugiati in Irlanda, dal mare compirono incursioni in Somerset, Devon e Cornovaglia, culminando nell'effimera vittoria della battaglia di Bleadon.

### Le rivolte del 1069
All'inizio del 1069 il nuovo conte di Northumbria Robert de Comines venne massacrato nei pressi di Durham, insieme a centinaia di soldati che lo accompagnavano. Alla ribellione della Northumbria presero parte anche Gospatric, Siward Barn e altri rivoltosi che avevano trovato rifugio in Scozia. Il castellano di York, Robert FitzRichard, fu sconfitto e ucciso, e il castello assediato dai ribelli. Guglielmo accorse verso nord con un esercito, sconfisse i ribelli nei pressi di York e li inseguì fino alla città, massacrando gli abitanti e portando a termine la rivolta. Prima di tornare a sud, ordinò la costruzione di un secondo castello a York e rafforzò la presenza normanna nella Northumbria; la guarnigione normanna ivi stanziata soffocò presto una seconda rivolta. I figli di Aroldo lanciarono una seconda incursione dall'Irlanda, ma furono sconfitti nella battaglia di Northam a Devon dalle forze del conte Brian di Bretagna, figlio di Odo, Conte di Penthievre. In agosto o settembre del 1069 una grande flotta mandata da Sweyn II di Danimarca sbarcò al largo della costa inglese, dando il via a una nuova ondata di ribellioni. Dopo una serie di infruttuose incursioni a meridione, i Dani si unirono a una rivolta in Northumbria, alla quale parteciparono anche Gospatric, Edgardo e altri nobili esiliati come Waltheof. Danesi e anglosassoni insieme sconfissero le guarnigioni normanne di York, ripresero il controllo della Northumbria, mentre un'incursione guidata da Edgardo nel Lincolnshire fu fermata dalla guarnigione di Lincoln.
Nello stesso periodo si infuocò di nuovo anche la resistenza in Mercia, dove le forze di Eadric il Selvaggio, insieme agli alleati gallesi e ad altri ribelli dello Shropshire e Cheshire attaccarono il castello di Shrewsbury. Nel sudovest, ribelli del Devon e della Cornovaglia attaccarono il presidio normanno a Exeter, ma furono sconfitti; altri ribelli dal Dorset, Somerset e da aree limitrofe, si diressero all'assedio del castello di Montacute, ma vennero anch'essi battuti da un esercito normanno di Londra, Winchester e Salisbury, capitanato da Goffredo di Coutances. Nel frattempo, Guglielmo attaccò i danesi che si erano rifugiati per l'inverno a sud dell'Humber nel Lincolnshire e li respinse fino alla riva settentrionale. Dopo aver lasciato il fratellastro Roberto di Mortain a capo del Lincolnshire, si diresse a occidente, dove sconfisse i ribelli merciani presso Stafford. Quando i danesi tentarono di riprendere il Lincolnshire, furono rimandati indietro dai soldati normanni. Guglielmo avanzò in Northumbria, dove sbaragliò una guarnigione che cercava di bloccare l'attraversamento del fiume Aire in piena a Pontefract. Al suo avvicinamento, i danesi scapparono cosicché Guglielmo poté occupare York. Successivamente pagò i danesi affinché questi lasciassero l'isola in primavera. Durante l'inverno a cavallo tra 1069 e 1070, le forze normanne portarono una repressione sistematica della resistenza e distruzione della Northumbria, passata alla storia come la devastazione dell'Inghilterra settentrionale (in inglese Harrying of the North). Come simbolo della sua consolidata autorità nel nord, Guglielmo indossò la sua corona a York nel giorno di Natale del 1069.
All'inizio del 1070, avendo ricevuto la resa di Waltheof e Gospatric, respingendo Edgardo e i suoi sostenitori in Scozia, Guglielmo tornò in Mercia: si fermò a Chester, premurandosi di eliminare ogni sacca ribelle residua prima di andare verso sud. In occasione della Pasqua, i legati pontifici arrivarono in Inghilterra e incoronarono nuovamente Guglielmo, in modo tale da consolidare simbolicamente ancora una volta il suo diritto al trono inglese. I legati imposero pure penitenze a Guglielmo e a tutti i suoi sostenitori presenti a Hastings e le successive campagne. Guglielmo procedette poi a un'epurazione dei prelati, tra cui il più importante era Stigand, che fu deposto da Canterbury. Anche la cattedra di York rimase vuota dopo la morte di Ealdred nel settembre 1069. Guglielmo coprì entrambe le sedi vacanti con uomini a lui fedeli: Lanfranco di Pavia, abate della fondazione di Guglielmo a Caen ottenne Canterbury, mentre Tommaso di Bayeux, uno dei cappellani, si stabilì a York. Anche altri vescovadi e abbazie ebbero nuovi vescovi e abati; inoltre Guglielmo confiscò parte delle ricchezze custodite nei monasteri inglesi, che fungevano da depositi dei beni dei nobili del luogo.

### Problemi con i danesi

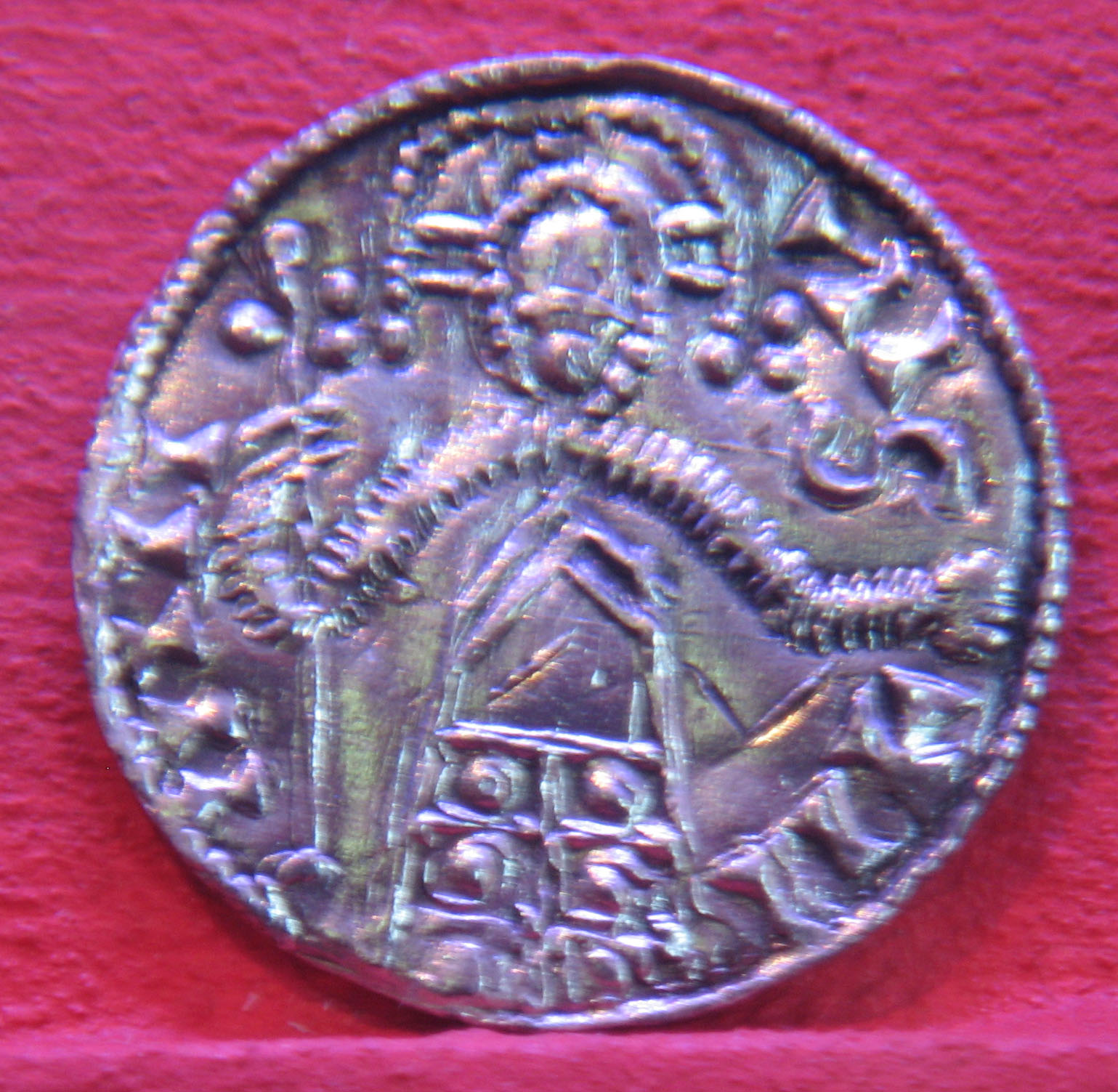
Moneta di Sweyn II di Danimarca

Nel 1070 Sweyn annullò l'accordo precedente del ritiro e spedì delle truppe presso i Fens, affinché si unissero ai ribelli inglesi guidati dal guerriero noto come Ervardo il Fuorilegge (1035-1072) al tempo stanziatosi nell'Isola di Ely. Tuttavia, Sweyn accettò malvolentieri un tributo (danegeld) da parte di Guglielmo e tornò in patria, lasciando i ribelli del Fens isolati e nascosti dalle paludi. All'inizio del 1071 vi fu l'ultimo rigurgito di ribellione nella regione. Nello stesso periodo Morcar e Edwin si rivoltarono di nuovo contro Guglielmo e, mentre Edwin venne tradito e ucciso, Morcar riuscì a raggiungere Ely, dove con Ervardo si unì a ribelli esiliati che erano salpati dalla Scozia. Guglielmo arrivò con un esercito e una flotta a spazzare via le ultime sacche della resistenza. Dopo alcuni sanguinosi fallimenti, i Normanni riuscirono a costruire un pontone per raggiungere l'isola di Ely, sconfissero i ribelli alla testa del ponte e presero d'assalto l'isola segnando di fatto la fine della resistenza inglese. Morcar rimase in prigione per il resto della vita, mentre Ervardo fu graziato e gli furono restituite le sue terre.

### Ultime resistenze
Nel 1071 Guglielmo dovette affrontare dei problemi nei suoi possedimenti nel continente, ma tornò l'anno seguente in Inghilterra e marciò verso nord per combattere con il re Malcolm III di Scozia. Questa campagna, alla quale partecipò un'armata di terra con una flotta, portò al trattato di Abernethy, con cui Malcolm espulse Edgardo Atelingo dalla Scozia e accettò un certo livello di subordinazione nei confronti di Guglielmo. Lo stato esatto di questa subordinazione non è chiaro – il trattato affermava semplicemente che Malcolm sarebbe diventato uomo di Guglielmo. Se questo valesse solo per la Cumbria e per Lothian o per l'intero regno scozzese fu lasciato ambiguo.
Nel 1075, durante l'assenza di Guglielmo, Ralph di Gael, il conte di Norfolk, e Roger di Breteuil conte di Hereford, cospirarono per la detronizzazione del normanno nella cosiddetta rivolta dei conti. La precisa motivazione dietro a questa ribellione non è chiara, mentre è noto che fu avviata al matrimonio di Ralph con una parente di Roger, tenutosi a Exning. Anche un altro conte, Waltheof, nonostante fosse uno dei preferiti di Guglielmo, fu coinvolto e alcuni signori bretoni erano disposti a offrire il proprio aiuto. Ralph chiese anche l'assistenza danese. Guglielmo rimase in Normandia, mentre i suoi uomini in Inghilterra sedarono la rivolta. Roger non riuscì a lasciare la sua roccaforte per via degli sforzi di Vulstano, vescovo di Worcester e Æthelwig, abate di Evesham. Ralph fu tenuto dentro il castello di Norwich dalle forze combinate di Odo di Bayeux, Goffredo di Coutances, Richard fitzGilbert, e Guglielmo I di Warenne. Norwich, assediata, si arrese e Ralph fu esiliato. Intanto, il fratello del re danese, Canuto, era finalmente giunto in Inghilterra con una flotta di 200 navi, ma era troppo tardi, in quanto Norwich si era già arresa, quindi i Dani tornarono indietro, dopo però aver compiuto incursioni lungo la costa. Guglielmo non fece ritorno in Inghilterra fino al 1075 inoltrato, quando dovette occuparsi nuovamente della minaccia danese e delle conseguenze della ribellione, e celebrò il Natale a Winchester. Roger e Waltheof erano tenuti imprigionati, e Waltheof venne giustiziato a maggio 1076. A quel tempo, Guglielmo era tornato nel continente, mentre Ralph stava continuando la ribellione dalla Bretagna.

## Controllo dell'Inghilterra

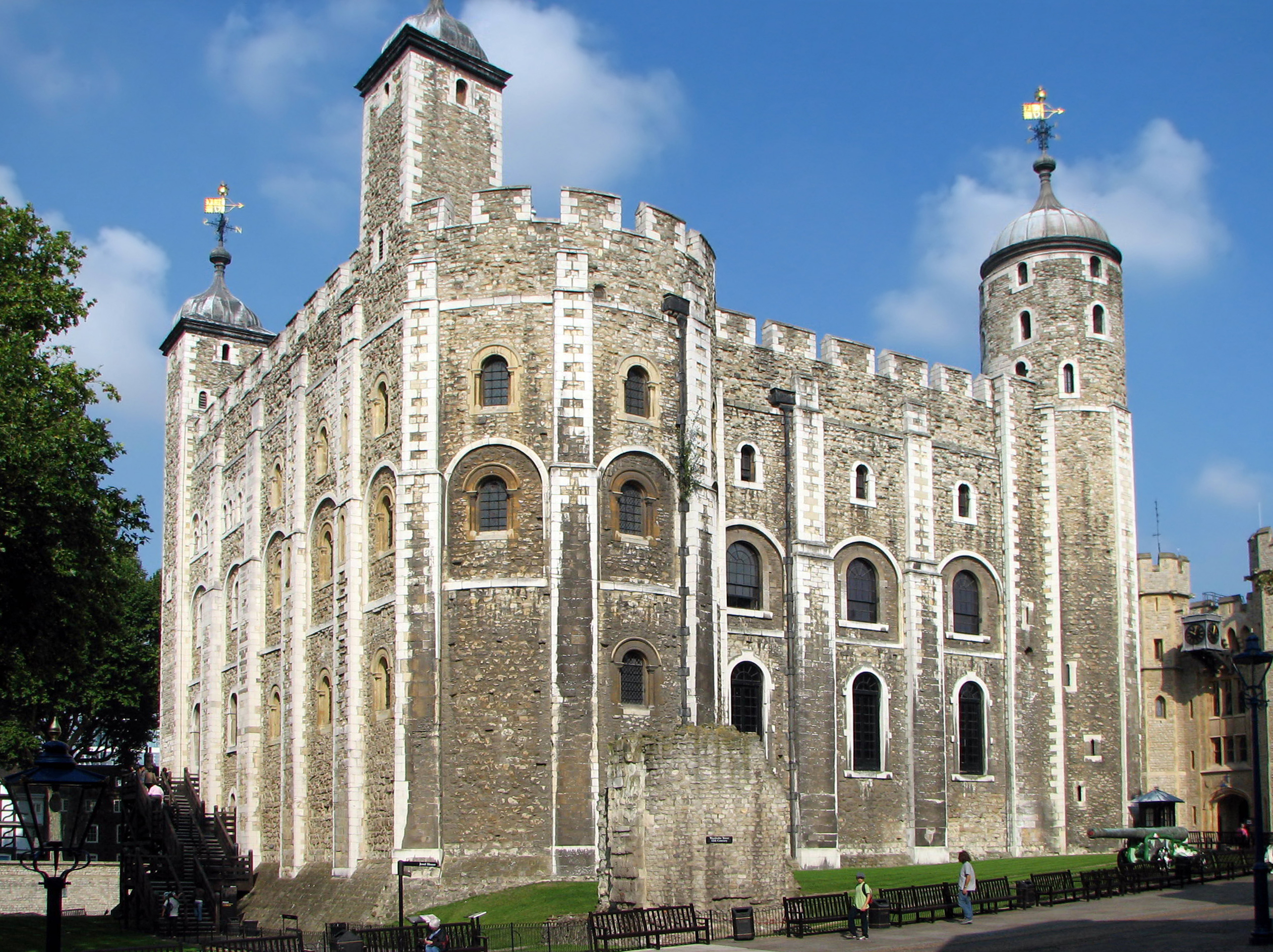
La Torre Bianca della Torre di Londra è stata originariamente costruita da Guglielmo il Conquistatore per controllare Londra.

Dopo aver conquistato l'Inghilterra, i Normanni dovettero affrontare molti problemi per mantenerne il controllo, in quanto si trovavano in inferiorità numerica rispetto agli inglesi autoctoni; gli storici stimano il numero di proprietari terrieri normanni intorno agli 8000. I seguaci di Guglielmo si aspettavano e ricevettero terre e titoli in cambio del loro servizio per l'invasione, ma Guglielmo rivendicò il possesso delle terre inglesi che le sue armate avevano conquistato per lui, e affermò il diritto di disporre di questi terreni come desiderava. Da quel momento, tutte le terre erano possedute direttamente dal re e concesse come feudi a coloro che lo avevano aiutato nell'invasione. Un signore normanno aveva tipicamente proprietà sparse per tutta l'Inghilterra e la Normandia, non in una sola zona.
Per trovare le terre con cui ricompensare i suoi alleati, Guglielmo dapprima confiscò le dimore dei signori inglesi che avevano combattuto ed erano morti per Aroldo e redistribuì parte delle loro terre. Con il tempo, queste confische portarono a rivolte, che provocarono a loro volta ulteriori confische, seguendo un ciclo che permase per cinque anni dopo la battaglia di Hastings. Per sopprimere e prevenire eventuali ribellioni, i Normanni costruirono castelli e fortificazioni in numeri senza precedenti, inizialmente seguendo lo stile della motta castrale. Lo storico Robert Liddiard sottolinea che «osservare il paesaggio di Norwich, Durham o Lincoln fa venire alla mente l'impatto dell'invasione normanna». Inoltre, Guglielmo e i suoi baroni esercitarono uno stretto controllo sull'eredità della proprietà sulle vedove e le figlie, spesso obbligando matrimoni con Normanni.
Una misura del successo che ebbe Guglielmo nel prendere il controllo sta nel fatto che, dal 1072 fino all'invasione francese della Normandia nel 1204, Guglielmo e i suoi successori furono stati perlopiù re assenti. Ad esempio, dopo il 1072, Guglielmo trascorse più del 75% del tempo in Francia piuttosto che in Inghilterra. Mentre era necessaria la sua presenza in Normandia per difendere il regno dalle invasioni straniere e sopprimere rivolte interne, in Inghilterra furono istituite delle strutture amministrative reali che gli permettessero di esercitare il suo controllo dalla distanza.

## Conseguenze

### Sostituzione del ceto dominante
Una conseguenza diretta dell'invasione fu la pressoché totale eliminazione dell'antica aristocrazia inglese e la perdita del controllo inglese sulla Chiesa cattolica in Inghilterra. Guglielmo procedette ad espropriare gli inglesi delle loro proprietà per concederle ai suoi seguaci provenienti dal continente. Il Domesday Book del 1086 documenta meticolosamente l'impatto di questo programma colossale di esproprio, rivelando che al tempo solo il 5% delle terre a sud del Tees era rimasta in mano inglese. Nei decenni seguenti, anche questo residuo fu ulteriormente ridotto, portando alla completa rimozione degli anglosassoni nella parte meridionale del paese.
Gli autoctoni furono rimossi anche dagli incarichi ecclesiastici e da quelli governativi più importanti. Dopo il 1075 tutte le contee erano in mano ai Normanni, mentre gli inglesi erano occasionalmente incaricati del titolo di sceriffo. Parimenti, anche dentro la Chiesa i funzionari inglesi furono immediatamente espulsi dalle loro cariche o sostituiti con Normanni dopo la loro morte. Al 1096, nessun vescovado era tenuto da inglesi, e gli abati inglesi divennero rari, specialmente nei grandi monasteri.

### Emigrazione inglese

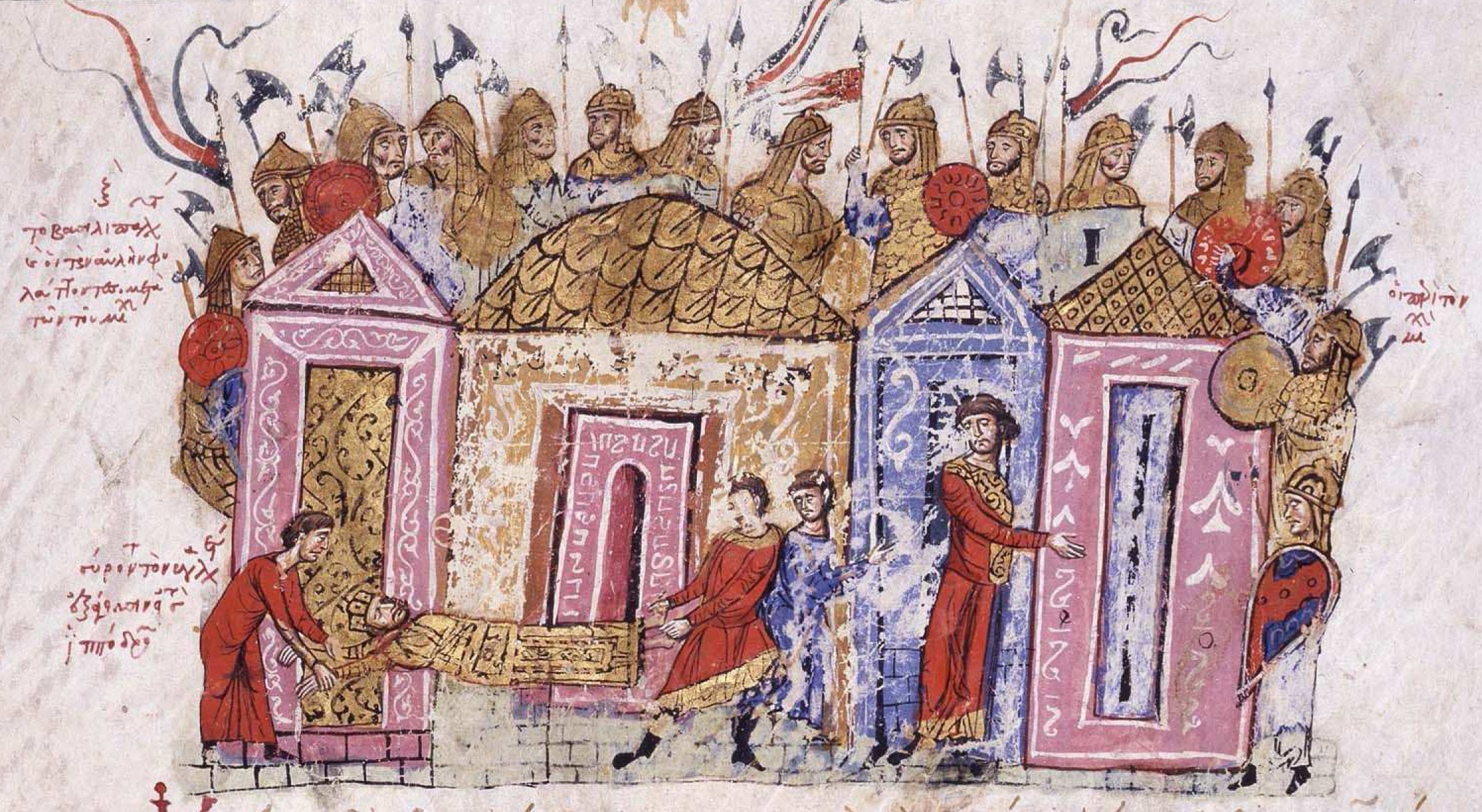
Raffigurazione della Guardia variaga, che avevano molte reclute inglesi (dallo Scilitze di Madrid, XII secolo)

Dopo la conquista, molti anglosassoni, compresi gruppi di nobili, scapparono dal paese verso la Scozia, l'Irlanda o la Scandinavia. I membri della famiglia del re Aroldo Godwinson cercarono rifugio in Irlanda e sfruttarono le loro basi lì per lanciare invasioni dell'Inghilterra, senza successo. Il singolo esodo più grande avvenne negli anni 1070, quando un gruppo di anglosassoni, con una flotta di 235 navi, salpò per l'Impero bizantino insediandosi lì. L'impero diventò una meta frequente per molti nobili e soldati inglesi, perché i bizantini erano alla ricerca di mercenari. Gli inglesi diventarono così l'elemento maggiore della guardia variaga, l'unità, perlopiù scandinava fino ad allora, da cui veniva scelta la guardia del corpo dell'imperatore. Parte dei migranti inglesi si insediarono nelle regioni bizantine di frontiera sul costa del Mar Nero e vi stabilirono città che furono chiamate Nuova Londra o Nuova York.

### Sistemi di governo

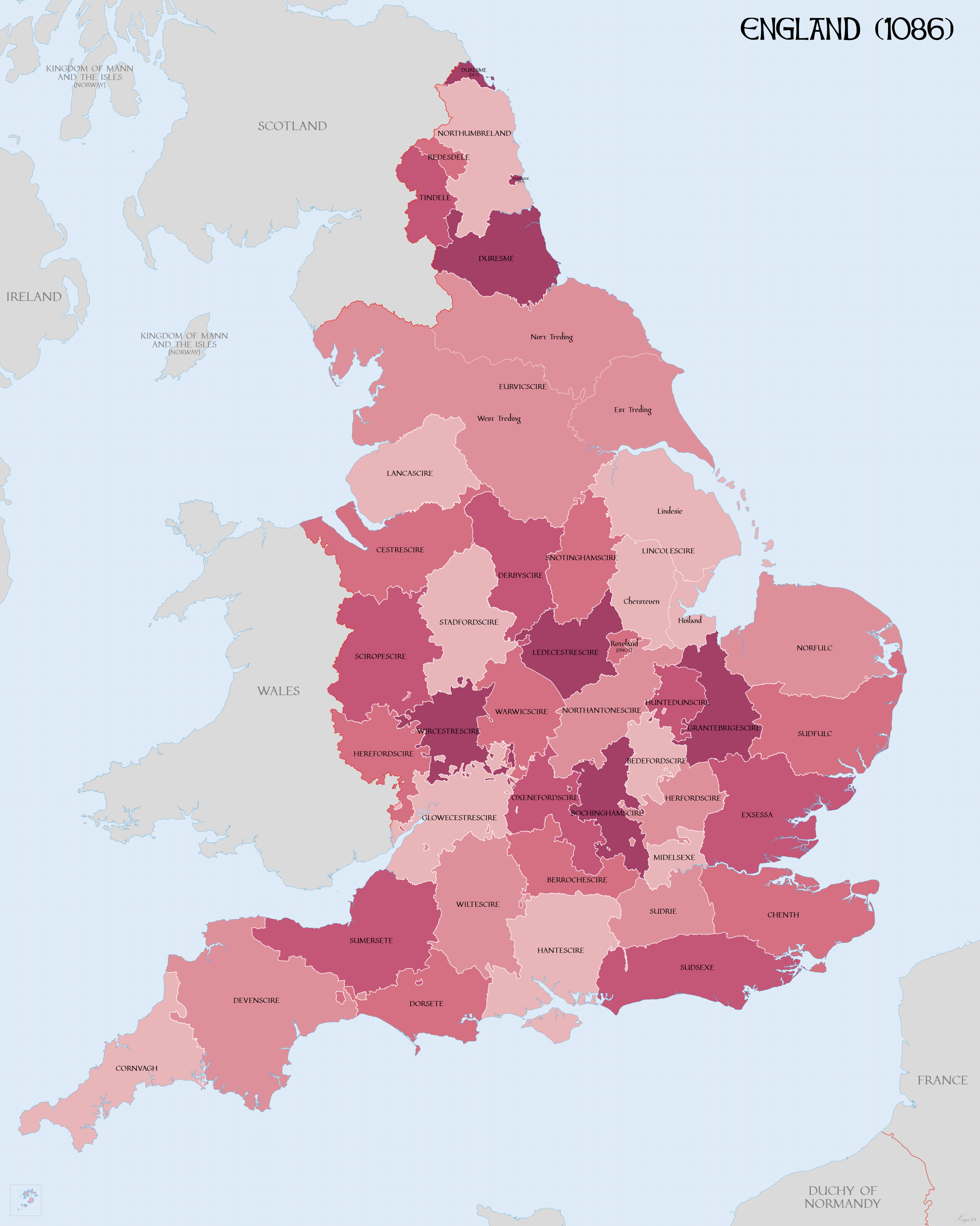
Contee inglesi nel 1086

I sistemi di governo anglosassoni prima dell'invasione erano più sofisticati della loro controparte normanna. Tutta l'Inghilterra era divisa in unità amministrative, dette contee (shire), a loro suddivise; la corte reale è il centro del governo ed esisteva un sistema di giustizia basato su tribunali locali e regionali per assicurare i diritti degli uomini liberi. Le contee erano gestite da ufficiali come il reeve o lo sceriffo. Molti governi medievali erano mobili, spostando la corte dove il meteo, il cibo o altre cose erano migliori in quel momento; L'Inghilterra, prima della conquista di Guglielmo, aveva una tesoreria permanente a Winchester. Una grande motivazione per la forza della monarchia inglese era la ricchezza del regno, costruita su un sistema di tassazione che comprendeva una tassa sulla proprietà, o geld. Anche la monetazione inglese era superiore a quella di molte altre monete in uso nell'Europa nordoccidentale, e il conio di nuove monete era un privilegio esclusivo della corona. I re inglesi avevano pure sviluppato un sistema per emettere i cosiddetti brevi (writ), oltre alla consueta pratica medievale di emettere carte (charter). I brevi potevano contenere istruzioni a un ufficiale o a un gruppo di ufficiali, o notifiche di atti reali, come la nomina di un incarico e una concessione di qualche genere.

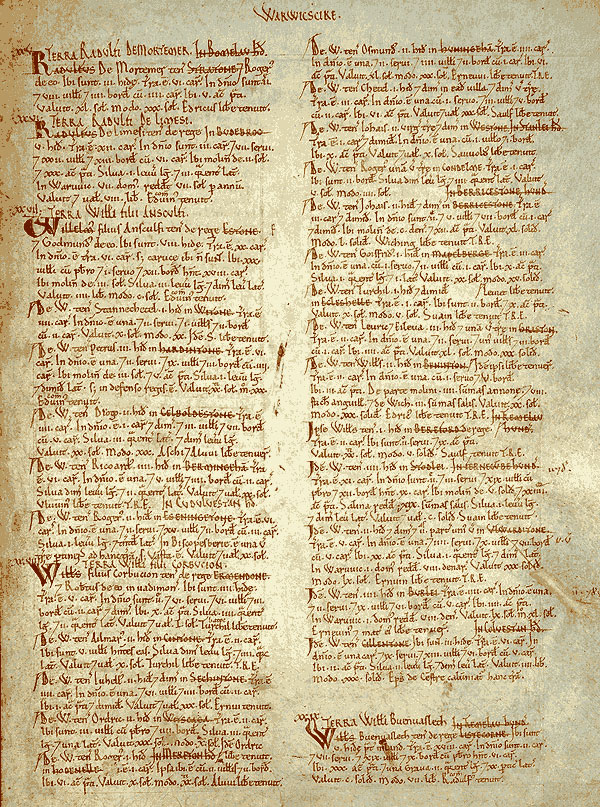
Pagina del Domesday Book del 1086 che descrive la contea di Warwickshire

Questa elaborata forma di governo medievale fu consegnata ai Normanni e fu la base per successivi sviluppi. I Normanni tennero la precedente struttura di governo, ma apportarono cambiamenti al personale, pur lasciando, all'inizio, qualche carica agli anglosassoni; al termine del regno di Guglielmo la stragrande maggioranza dei funzionari di governo e della famiglia reale erano normanni. Cambiò anche la lingua dei documenti ufficiali, dall'antico inglese al latino. Furono introdotte leggi sulle foreste, che portarono a riservare grandi porzioni dell'Inghilterra a foresta reale. L'indagine del Domesday fu un catalogo amministrativo delle proprietà terriere del regno, e fu un unicum nell'Europa medievale. Diviso in sezioni a seconda delle contee, elencava tutte le proprietà terriere di ogni tenente in capo del re, nonché coloro che possedevano terre prima della conquista.

### Lingua
Uno degli effetti più evidenti della conquista fu l'introduzione della lingua anglo-normanna come la lingua del ceto dominante in Inghilterra, soppiantando l'antico inglese. Parole in lingua normanna entrarono nell'uso della lingua inglese, e un ulteriore segno del cambiamento era nell'uso di nomi comuni in Francia piuttosto che quelli germanici o anglosassoni. Subito dopo la conquista nomi maschili come William, Robert e Richard diventarono comuni, mentre il cambiamento dei nomi femminili avvenne più lentamente. L'invasione normanna ebbe poco impatto sulla toponomastica, che era cambiata significativamente con le precedenti invasioni scandinave. Non è noto quanto gli invasori normanni abbiano imparato l'inglese, né quanto la conoscenza del normanno si diffuse nelle classi più povere, ma la necessità del commercio e delle comunicazioni implicò probabilmente che almeno una parte dei Normanni e degli anglosassoni fosse bilingue. Cionondimeno, Guglielmo il Conquistatore non sviluppò una conoscenza operativa della lingua inglese e per secoli l'inglese non fu ben compreso dalla nobiltà.

### Immigrazione e matrimoni misti
Come conseguenza della conquista, si stima che 8000 Normanni e altri del continente si insediarono in Inghilterra, anche se è difficile stabilire la cifra esatta. Alcuni di questi nuovi residenti si sposarono con gli anglosassoni, ma anche l'entità di questo costume negli anni immediatamente successivi ai fatti di Hastings è poco chiara; negli anni prima del 1100 sono attestati dei matrimoni tra Normanni e donne inglesi, ma tali matrimoni erano infrequenti: molte persone normanne continuarono a sposarsi con altri Normanni o con altre persone del continente, piuttosto che con gli inglesi. A distanza di un secolo dall'invasione, il matrimonio misto tra gli anglosassoni e gli immigrati normanni diventò più comune. All'inizio degli anni 1160 Aelredo di Rievaulx scriveva che il matrimonio misto era comune a tutti i livelli della società.

### Società

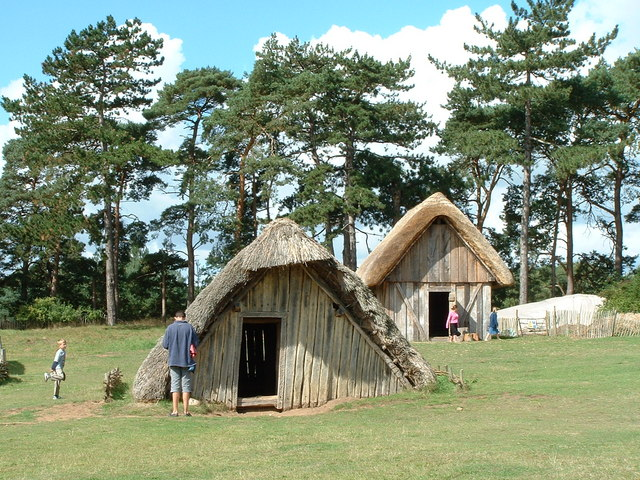
Ricostruzione moderna di un villaggio anglosassone presso West Stow Anglo-Saxon Village nel Suffolk

L'impatto della conquista nei ceti più bassi della società inglese è difficile da stabilire. Il maggior cambiamento fu l'eliminazione della schiavitù in Inghilterra, completamente debellata entro la metà del XII secolo. Nel 1086 il Domesday Book registrava circa 28000 schiavi, meno di quanti erano elencati nel resoconto del 1066. In alcuni luoghi, come l'Essex, il declino di schiavi era stato del 20% per vent'anni. Le principali motivazioni per il declino della schiavitù vanno ricercate nella disapprovazione della Chiesa e nel costo di sostenere gli schiavi i quali, a differenza dei servi, necessitavano di essere interamente mantenuti dai loro padroni. Tuttavia, la pratica di tenere schiavi non fu messa fuori legge, e la Leges Henrici Primi del regno di Enrico I continuava a menzionare la tenuta di schiavi come legale.
Dopo la conquista, molti contadini liberi della società anglosassone paiono aver perso il loro stato sociale, fino a diventare indistinguibili rispetto ai servi non liberi. Se questo cambiamento sia da imputare direttamente alla conquista non è chiaro, ma è probabile che l'invasione abbia accelerato un processo già avviato. L'avvento dei Normanni in Inghilterra ebbe anche l'effetto di accelerare il processo di diffusione di città e di altri insediamenti in campagna, piuttosto che fattorie sparse. Lo stile di vita dei contadini non cambiò grandemente nei decenni successivi al 1066. Nonostante secondo la concezione storica tradizionale le donne fossero diventate meno libere e persero diritti dopo la conquista, la maggior parte degli storici contemporanei è contraria a questa opinione. Poiché le maggiori informazioni si riferiscono alle donne del ceto proprietario terriero, non è possibile trarre conclusioni sulla condizione delle donne contadine dopo il 1066. Sembra invece che le nobildonne abbiano continuato a influenzare la vita politica tramite i loro rapporti di parentela. Sia prima sia dopo il 1066, le donne aristocratiche potevano possedere le terre, e alcune continuarono ad avere l'abilità di disporre delle loro proprietà come desideravano.

## Giudizio storiografico
Il dibattito sulla conquista iniziò quasi subito. La Cronaca anglosassone, parlando della morte di Guglielmo il Conquistatore, denunciò in versi lui e la conquista, mentre il necrologio del re da parte di Guglielmo di Poitiers, un francese, era pieno di elogi. Da allora gli storici hanno discusso sui fatti in questione e su come interpretarli, con scarso accordo. Nel XVII secolo nacque la teoria del cosiddetto giogo normanno (Norman yoke), secondo cui la società anglosassone prima della conquista fosse più libera e più equa di quella sviluppatasi in seguito. Le motivazioni dietro questa teoria sono da ricercarsi più nel periodo in cui è stata sviluppata che nei fatti storici, ma continua a essere utilizzata tutt'oggi nel pensiero politico e popolare.
Nel XX e XXI secolo gli storici si sono concentrati meno sulla giustezza della conquista in sé, concentrandosi invece sugli effetti dell'invasione. Alcuni, come Richard Southern, vedono la conquista come un punto di svolta cruciale nella storia. Egli ha affermato che «nessun Paese in Europa, tra l'ascesa dei regni barbarici e il XX secolo, ha subito un cambiamento così radicale in così poco tempo come l'Inghilterra dopo il 1066». Altri storici, come H. G. Richardson e G. O. Sayles, ritengono che la trasformazione sia stata meno radicale. In termini più generali, Singman ha definito la conquista «l'ultima eco delle migrazioni nazionali che hanno caratterizzato l'Alto Medioevo». Il dibattito sull'impatto della conquista dipende da come si misura il cambiamento dopo il 1066. Se l'Inghilterra anglosassone si stava già evolvendo prima dell'invasione, con l'introduzione del feudalesimo, dei castelli o di altri cambiamenti nella società, allora la conquista, pur essendo importante, non rappresentò una riforma radicale. Ma il cambiamento fu drammatico se vengono prese in considerazione l'eliminazione della nobiltà inglese o con la perdita dell'inglese antico come lingua letteraria. Sono state avanzate argomentazioni nazionalistiche da entrambi i lati del dibattito, che vedono i Normanni come i persecutori degli inglesi o come i salvatori del Paese da una nobiltà anglosassone decadente.